# Uvaria hirsuta
Uvaria hirsuta är en kirimojaväxtart som beskrevs av William Jack. Uvaria hirsuta ingår i släktet Uvaria och familjen kirimojaväxter. Inga underarter finns listade i Catalogue of Life.